# Лебедев, Александр Леонидович
Александр Леонидович Лебедев (17 июня 1951, Северодвинск, Архангельская область — 18 декабря 1998, Северодвинск, Архангельская область) — советский хоккеист с мячом, вратарь; советский и российский тренер.

## Биография
Александр Лебедев родился 17 июня 1951 года в городе Молотовск (сейчас Северодвинск) Архангельской области.
Играл в хоккей с мячом на позиции вратаря. Занимался в детской команде северодвинского «Севера». Выступал за «Север» (1969—1970, 1971—1972, 1974—1979) и архангельский «Водник» (1970—1971, 1972—1974, 1980—1984). Провёл в чемпионатах СССР 122 матча.
Мастер спорта СССР (1973).
По окончании игровой карьеры стал тренером. С 1985 по март 1996 года был главным тренером «Севера». В сезоне-1994/95 северодвинцы под его руководством добились высшего результата в истории клуба, заняв 9-е место в чемпионате России.
Умер 18 декабря 1998 года в Северодвинске.